# Еворонське сільське поселення
Е́воронське сільське поселення (рос. Эворонское сельское поселение) — сільське поселення у складі Солнечного району Хабаровського краю Росії.
Адміністративний центр та єдиний населений пункт — село Еворон.

## Населення
Населення сільського поселення становить 1119 осіб (2019; 1344 у 2010, 1442 у 2002).